# Linden Ashby
Pour les articles homonymes, voir Ashby.
Clarence Linden Garnett Ashby III dit Linden Ashby est un acteur américain, né le 23 mai 1960 à Atlantic Beach, en Floride.

## Biographie
Clarence Linden Garnett Ashby III qui est surnommé Linden Ashby est né le 23 mai 1960 à Atlantic Beach, en Floride, aux États-Unis. Il est le fils de Eleanor Johnston, une organisatrice civique et de Clarence Linden Garnett Ashby,Jr., un fabricant de produits pharmaceutiques. Linden Ashby a notamment joué le rôle de Johnny Cage dans Mortal Kombat (1995) et celui du docteur Brett Cooper dans la série à succès Melrose Place. Il a également joué le rôle de Cameron dans Les Feux de l'amour.
Il a fait une apparition dans la série MacGyver dans l'épisode 4 de la saison 6.
De 2011 à 2017, il a joué le rôle du Shérif Stilinski, dans la série télévisée Teen Wolf aux côtés de Dylan O'Brien, Tyler Posey, Holland Roden, Tyler Hoechlin, JR Bourne et Melissa Ponzio. 

## Vie privée
Il est marié depuis le 19 avril 1986 avec Susan Walters, sa partenaire dans Teen Wolf qui joue la mère de Lydia avec qui il a deux filles, Frances Grace Ashby née en juin 1991, Savannah Ashby née en novembre 1992.

## Filmographie

### Acteur

#### Cinéma
- 1993 : Le Triomphe des innocents de James Glickenhaus : Officier Olmon
- 1994 : Wyatt Earp de Lawrence Kasdan : Morgan Earp
- 1995 : Mortal Kombat de Paul W. S. Anderson : Johnny Cage
- 1997 : Prise d'otages à Atlanta d'Albert Pyun : Jack Bryant
- 2001 : Face au tueur de Robert Malenfant : Inspecteur Mc Cleary
- 2002 : Sniper 2 de Craig R. Baxley : McKenna
- 2004 : SexCrimes 2 de Jack Perez (en) : Inspecteur Morrison
- 2005 : SexCrimes 3 : Diamants Mortels de Jay Lowi : Inspecteur Morrison
- 2007 : Resident Evil Extinction de Russell Mulcahy : Chase
- 2008 : Impact Point d'Hayley Cloake
- 2008 : Against the Dark de Richard Crudo (en)
- 2009 : Van Wilder 3: Freshman Year de Robert L. Levy (en) : Vance Wilder Sr.
- 2010 : Affamés (Hunger) de Steven Hentges : Grant
- 2010 : Lolita malgré moi 2 (titre anglais : Mean girls 2) de Melanie Mayron : Rod Mitchell
- 2013 : Iron Man 3 de Shane Black : Commandant
- 2022 : Nos cœurs meurtris (Purple Hearts) d'Elizabeth Allen Rosenbaum : Jacob Morrow Sr
- 2023 : Teen Wolf: The Movie de Russell Mulcahy : Noah Stilinski

#### Télévision
- 1990 : MacGyver - saison 6 épisode 4 : Le Questionnaire : Brett Reynolds
- 1997-1998 : Jeux d'espions (Spy Game) - 13 épisodes : Lorne Cash
- 1998 : Melrose PlaceSaison1/Saison 6 : Charles Reynolds/Dr Brett 'Coop' Cooper
- 1998 : Rivage mortel, téléfilm de David Jackson : David S Jackson
- 1999 : Judgment Day, téléfilm de John Terlesky : Docteur David Corbett
- 2000 : The War Next Door : Kennedy Smith
- 2003 : Une femme aux abois, téléfilm de Morrie Ruvinsky : inspecteur Martin Webster
- 2003-2004/ 2023-: Les Feux de l'amour (The young and the restless): Cameron Kirsten
- 2005 : Une mère sans défense (A Killer Upstairs), téléfilm de Douglas Jackson : Lyle Banner
- 2006 : Péril à domicile (Maid of Honor), téléfilm de Douglas Jackson : Richard Wynn
- 2006 : Rivalité maternelle (The Rival), téléfilm de Douglas Jackson : George
- 2007 : Deux mobiles pour un meurtre (My Neighbor's Keeper), téléfilm de Walter Klenhard : Mike
- 2008 : Anaconda 4 : Sur la piste du sang : Jackson
- 2009 : Drop Dead Diva : saison 1,épisode 1 :Parker Wellner
- 2009 : Stripped Naked, téléfilm de Lee Demarbre : Howie
- 2011-2017 : Teen Wolf : Sheriff Stilinski (74 épisodes)
- 2010 : Accusée à tort (Accused at 17), téléfilm de Doug Campbell : inspecteur Reeder
- 2010 : The Gates : Ben McAllister
- 2012 : American Wives : docteur Daniel Seaver
- 2013 : Dévorée par l'ambition (The Perfect Boss), téléfilm de Curtis Crawford : Cameron Finney
- 2018 : Je Vengerai ma mère : David Spencer
- 2020 : NCIS : Nouvelle-Orléans : Vice-Amiral Tony Hicks
- 2020 : Ma fille, rattrapée par son passé (Escaping my stalker) : Larry

### Réalisateur

#### Télévision
- 2022 : Nos pires voisines (Nightmare Neighborhood Moms) (avec Susan Walters)